# エフィム・プチャーチン
エフィーミー（エフィーム）・ヴァシーリエヴィチ・プチャーチン（ロシア語: Евфимий(Ефим) Васильевич Путятин, ラテン文字転写: Jevfimij Vasil'jevich Putjatin、1803年11月8日（グレゴリオ暦11月20日） - 1883年10月16日（グレゴリオ暦10月28日））は、ロシア帝国（ロマノフ朝）の海軍軍人、政治家、教育大臣（在任期間：1861年6月26日 – 1861年12月25日）。
1853年に日本の長崎に来航。その後1855年には、日本と日露和親条約を締結するなど、ロシア帝国の極東における外交で活躍した。

## 経歴

### 海軍軍人
サンクトペテルブルク出身。先祖の出自はノヴゴロド貴族の家系である。1822年に海軍士官学校を卒業し、ミハイル・ラザレフの指揮下で3年間世界周航に従事した。ギリシャ独立戦争ではナヴァリノの海戦に従軍して軍功を挙げ、四等聖ウラジーミル勲章を授与された。1828年から1832年にかけて地中海・バルト海で軍務に従事し、四等聖ゲオルギー勲章を授与された。コーカサス戦争にも従軍して負傷するが、多くの作戦で武功を挙げ大佐に昇進した。戦後の1841年には、黒海艦隊の艦船購入のためにイギリスに交渉に赴いている。
1842年にロシア皇帝ニコライ1世から、カスピ海を活用したペルシアとの通商強化の実現のため、ペルシアに派遣される。プチャーチンはアストラハンに拠点を置きトルクメン人海賊を討伐し、ガージャール朝ペルシア第3代シャーのモハンマド・シャーに謁見して交易権・漁業権の獲得やヴォルガ川の航行権などを認めさせた。この功績により、同年に少将に昇進している。

### 日露和親条約の締結

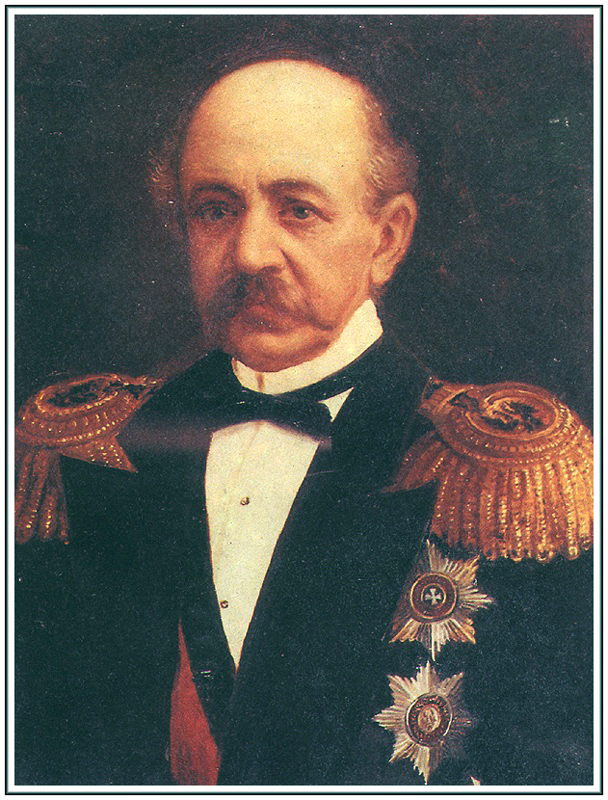
パルラダ号（1854年）、アスコルド号（Askold、1857年）の艦長を務めた海軍軍人イヴァン・ウンコフスキー。

1842年、イギリスがアヘン戦争の結果、清との間に南京条約を結んだ事を受け、プチャーチンは、ロシアも極東地域において影響力を強化する必要を感じ、皇帝ニコライ1世に極東派遣を献言、1843年に清及び日本との交渉担当を命じられた。しかし、トルコ方面への進出が優先され、プチャーチンの極東派遣は実現しなかった。1845年にイギリス海軍高級将校エドワード・ノウルズ（Edward Knowles）の遺娘メアリー・ノウルズ（Mary Knowles）と結婚し3男3女をもうけた。1849年に侍従武官に任命され、1851年には侍従武官長に任命されている。
1852年、海軍中将に昇進し、同時にアメリカ合衆国のマシュー・ペリーが日本との条約締結のため出航したことを知ったコンスタンチン大公から日本との条約締結のために遣日全権使節に任じられ、皇帝ニコライ1世により平和的に交渉することを命令された。
1852年9月、ペテルブルクを出発しイギリスに渡りヴォストーク号を購入。11月、クロンシュタットを出港した旗艦パルラダ号（Pallada）がイギリスのポーツマス港に到着、修理を行った後、ボストーク号を従えてポーツマスを出港した。喜望峰を周り、セイロン、フィリピンを経由、父島でオリーブツァ号（Olivutsa）、メンシコフ公爵号（Knyaz Menshikov）と合流した。ペリーと違い、シーボルトの進言にしたがって、あくまで紳士的な態度を日本に見せるため日本の対外国窓口である長崎に向かった（プチャーチンに日本遠征を勧めたのもシーボルトである）。
1853年8月22日（嘉永6年7月18日）、ペリーに遅れること1ヵ月半後に、旗艦パルラダ号以下4隻の艦隊を率いて長崎に来航した。長崎奉行の大沢安宅に国書を渡し、江戸から幕府の全権が到着するのを待ったが、クリミア戦争に参戦したイギリス軍が極東のロシア軍を攻撃するため艦隊を差し向けたという情報を得たため、11月23日、長崎を離れ一旦上海に向かった。
上海で情報を収集するなどした後、1854年1月3日（嘉永6年12月5日）に再び長崎に戻り、幕府全権の川路聖謨、筒井政憲と計6回に渡り会談した。交渉はまとまらなかったが、将来日本が他国と通商条約を締結した場合にはロシアにも同一の条件の待遇を与える事などで合意した。2月5日（嘉永7年1月8日）、一定の成果を得たプチャーチンは、4月9日にパルラダ号を旗艦とする3隻の艦隊を率いて朝鮮の巨文島に上陸し、同月19日まで滞在し、哲宗に宛てて開港を要請するニコライ1世の親書を送った。プチャーチンの秘書として航海に随行したイワン・ゴンチャロフが、この時の模様を巡航記に『戦艦パルラダ号』（Frigate "Pallada" 1858年、全2巻）に書き残しており、当時の巨文島の生活を伺うことのできる資料となっている。さらに迎日湾を北上し、5月には咸鏡道永興府に到達し、元山港をラザレフ港と命名した。
その後はマニラへ向かい、船の修理や補給を行ったが、旗艦パルラダ号は木造の老朽艦であったため、9月にロシア沿海州のインペラトール湾において、本国から回航して来たディアナ号に乗り換えた。
旗艦以外の3隻の船は、イギリス艦隊との戦闘に備えるため沿海州に残る事となり、プチャーチンはディアナ号単艦で再び日本に向かい、10月21日（嘉永7年8月30日）、箱館に入港したが、同地での交渉を拒否されたため大阪へ向かった。翌月に天保山沖に到着、大阪奉行から下田へ回航するよう要請を受けて、12月3日（嘉永7年10月14日）に下田に入港した。報告を受けた幕府では再び川路聖謨、筒井政憲らを下田へ派遣、プチャーチンとの交渉を行わせた。
しかし、交渉開始直後の1854年12月23日（嘉永7年11月4日）、安政東海地震が発生し下田一帯も大きな被害を受け、ディアナ号も津波により大破し、乗組員にも死傷者が出たため、交渉は中断せざるを得なかった。津波の混乱の中、プチャーチン一行は、波にさらわれた日本人数名を救助し、船医が看護している。この事は幕府関係者らにも好印象を与えた。

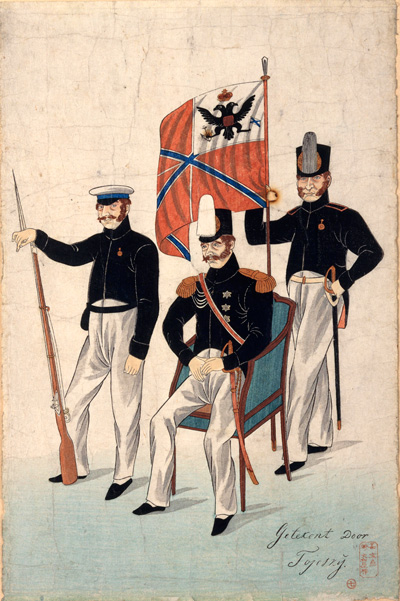
プチャーチンを描いた瓦版

プチャーチンは艦の修理を幕府に要請、交渉の結果、伊豆の戸田村（へだむら、現沼津市）がその修理地と決定し、ディアナ号は応急修理をすると戸田港へ向かった。しかしその途中、1855年1月15日（安政元年11月27日）、宮島村（現富士市）付近で強い風波により浸水し航行不能となった。乗組員は周囲の村人の救助もあり無事だったが、ディアナ号は漁船数十艘により曳航を試みるも沈没してしまう。プチャーチン一行は戸田に滞在し、幕府から代わりの船の建造の許可を得て、ディアナ号にあった他の船の設計図を元にロシア人指導の下、日本の船大工により代船の建造が開始された。造船中ロシア兵が亡くなり、先の津波で亡くなったロシア兵とともに現在の下田市にある玉泉寺 (下田市)に埋葬され、墓も現存する。
1855年1月1日（嘉永7年11月13日）、中断されていた外交交渉が再開され、5回の会談の結果、2月7日（安政元年12月21日）、プチャーチンは遂に日露和親条約の締結に成功する。
1855年4月26日（安政2年3月10日）に約3ヶ月の突貫工事で代船が完成、戸田村民の好意に感激したプチャーチンは「ヘダ号」と命名した。ヘダ号は60人乗りで、プチャーチン一行が全て乗船することが出来ない大きさであったため、プチャーチンは下田に入港していたアメリカ船Caroline Le Footeを雇い、前月に159名の部下をペトロパブロフスク・カムチャツキーへ先発させていた。ヘダ号完成後の5月8日（安政2年3月22日）、プチャーチンは部下47名と共にヘダ号に乗り、ペトロパブロフスクに向けて出港した。5月21日、ペトロパブロフスクに入港したが、既に英仏連合軍は撃退されロシア軍の防衛隊も退却に成功していたため（ペトロパブロフスク・カムチャツキー包囲戦参照）、さらに航海を続け、宗谷海峡を通って、6月20日にニコラエフスクに辿り着いた。同地から陸路を進み、11月にペテルブルクに帰還を果たした。
同年7月には残りの乗組員300名ほどがドイツ船Gretaでロシア領を目指したが、途中でイギリス船に拿捕され捕虜となっている。

### 日露修好通商条約・天津条約の締結
1856年から1857年にかけてクロンシュタット軍事知事を務めた後、9月21日（安政4年8月4日）に軍艦アメリカ号で再度長崎に来航、水野忠徳らと交渉し、10月27日（安政4年9月10日）に日露追加条約を締結した。12月には太平洋艦隊司令長官に任命され、アムール湾の海岸を調査した。
この当時、清ではアロー戦争が勃発しており、英仏連合軍が広州、天津を占領していた。プチャーチンはこの機に乗じて、調停の名目で介入し、1858年6月13日、天津において清との間に天津条約を締結した。
その後、再び日本に向かい1858年7月30日（安政5年6月20日）、神奈川に入港。8月12日（安政5年7月4日）、当時外国使節の宿館であった芝愛宕下の真福寺に入った。同所において幕府側と交渉を行い、8月19日（安政5年7月11日）、日露修好通商条約を締結した。翌日、江戸城で将軍家世子徳川慶福（家茂）に謁見した後、本国に帰国した。

### 政治家

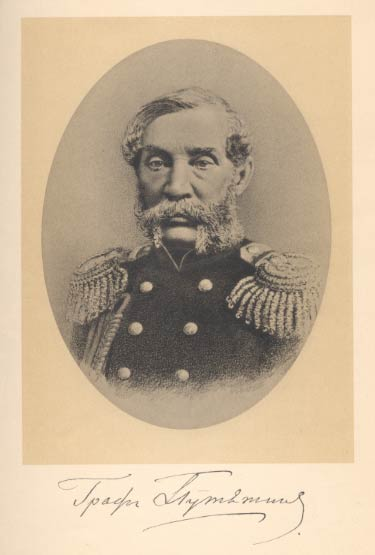
晩年のプチャーチン

日本と条約を結んだ功績により、1859年に伯爵に叙され、海軍大将・元帥に栄進した。1861年7月2日に教育大臣（国民啓蒙大臣）に任命される。在任中は大学の講義出席義務化や教師に2年間神学校での教育を受けることを命じるなどの教育改革を行ったが、学生運動や革命運動を弾圧したため1862年1月6日に罷免され、政治家としての評判は芳しくなかった。しかし、プチャーチンは罷免後もロシア科学アカデミー名誉会員やロシア帝国国家評議会議員などの要職を務め、また1881年（明治14年）には日露友好に貢献した功績によって日本政府から勲一等旭日章が贈られた。1879年12月18日に妻メアリーが死去した後は、ロシアを離れパリに居住した。1883年5月に聖アンドレイ勲章を授与され、10月16日に死去した。
プチャーチン死後の1887年（明治20年）、娘のオリガ・プチャーチナ女伯（1848年 - 1890年）が戸田村を訪ね、プチャーチンの遺言により、当時の村人の好意に感謝して100ルーブルの寄付をしている。その後の歴史の激動の中にも交流は続き、2008年（平成20年）にも日露修好150年を祝っている。

## 人物
幕府の全権としてプチャーチンと交渉に当たった外国奉行・川路聖謨は、アメリカ使節ペリーなどが武力を背景に恫喝的な態度を取っていたのとは対照的に、紳士的に日本の国情を尊重して交渉を進めようというプチャーチンの姿勢に大変好感を持った。川路はプチャーチンのことを「軍人としてすばらしい経歴を持ち、自分など到底足元に及ばない真の豪傑である」と敬意をもって評している。なおプチャーチンも報告書の中で、川路について「鋭敏な思考を持ち、紳士的態度は教養あるヨーロッパ人と変わらない一流の人物」と評している。

## 関連史料
- 多田好問『岩倉公実記』、1906年 - ウィキソース
- 白石仁章『プチャーチン　日本人が一番好きなロシア人』新人物往来社、2010年　ISBN 4-404039-48-4
- 金学俊（朝鮮語版）「西洋人の見た朝鮮」金容権 訳 山川出版社 2014年

## 関連史文献
- 麓慎一『開国と条約締結』（日本歴史叢書70）吉川弘文館、2014年4月　ISBN	9784642066693、オンデマンド版　2022年4月　ISBN	9784642766692